# Minolta AF 50mm f/1.7

Minolta AF 50 F1.7 — снятый с производства нормальный объектив системы Minolta AF фирмы Minolta, производившийся с 1985 года по 2006 год.
Обычно применяется в роли портретного объектива.
До сих пор используется в цифровых и плёночных зеркальных камерах производства как самой Minolta, так и современной серии Sony α.
Самый компактный объектив системы Minolta AF.
Относительно большая максимальная апертура позволяет фотографировать без вспышки внутри помещений при значениях ISO 100—200.
Однако для большей резкости надо уменьшать диафрагму, лучшее же разрешение достигается при f/5.6 — 2329 и 1903 LW/PH в центре и на краях соответственно.
Популярность объектива обусловлена не только приличным качеством, но и невысокой ценой на вторичном рынке. После покупки в 2006 году фотоподразделения Минолты Sony перевыпустила только «старший» Sony 50мм f/1.4 который хоть и обладает лучшими оптическими характеристиками, стоит в несколько раз дороже. Только в 2009 году Sony анонсировала выпуск нового Sony 50мм f/1.8 призванного заполнить эту нишу — недорогого светосильного фикс-объектива.

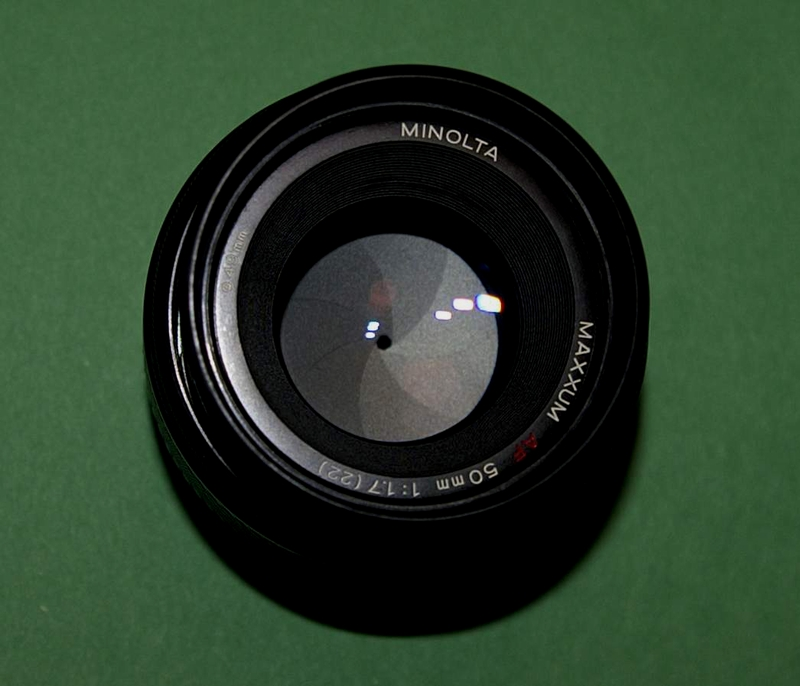
Объектив Minolta AF 50mm f/1.7 с диафрагмой закрытой до 22
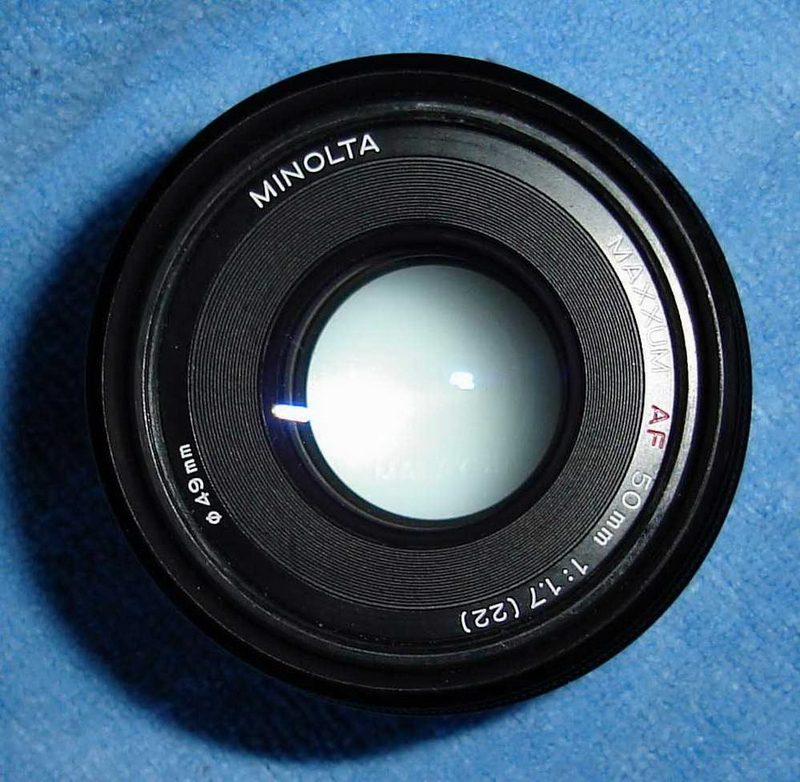
Тот же самый объектив с широко открытой диафрагмой
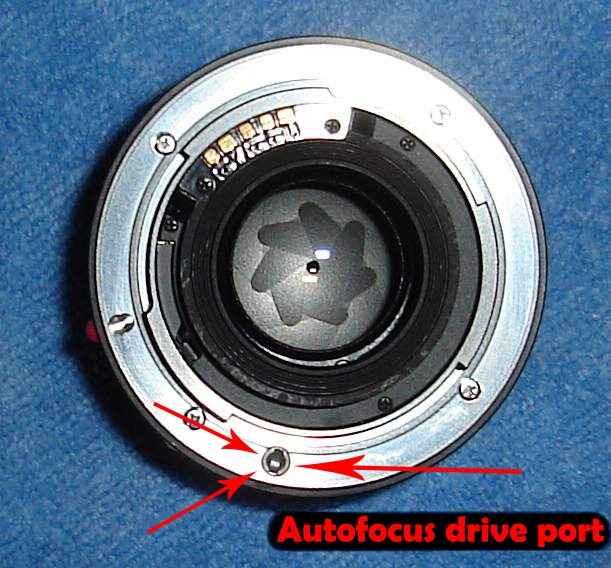
Вид сзади на объектив